# Irriducibili Lazio
Irriducibili Lazio (irriducibili = die Unbeugsamen) war eine der größten italienischen Ultrà-Gruppierungen. In ihr organisierten sich größtenteils faschistisch ausgerichtete Fans des italienischen Fußballvereins Lazio Rom.

## Auftreten
Irriducibili Lazio war eine äußerst umstrittene Gruppierung, da sich die Gruppe offen zu rassistischen und faschistischen Meinungen bekannte. So wurden schwarze Spieler gegnerischer Mannschaften verunglimpft und auf Transparenten und Bannern faschistische und rassistische Positionen vertreten. Unter anderem wurden gegnerische Fans der AS Rom 1999 mit einem 18 m langen Transparent mit der Aufschrift „Auschwitz la vostra patria, i forni le vostre case (Auschwitz ist eure Heimat, die Öfen euer Zuhause)“ und 2001 auf einem 30 m langen Transparent als „Schwarze Mannschaft“ und „Judenfans“ begrüßt. Banner und Plakate (teilweise 30 × 60 m) müssen auf Grund dieser Ereignisse nun vorher präsentiert werden. Nach den Fan-Ausschreitungen im Februar 2007 bei Catania Calcio wurden diese Vorschriften erneut verschärft. Erlaubt sind nur noch Spruchbänder von 1,5 m Länge aus feuerfestem Stoff. Für diese ist eine polizeiliche Genehmigung notwendig.
Ebenfalls verboten wurden Trommeln, Lautsprecher, Sirenen und Fahnen. Erlaubt sind nur noch Schals in den Vereinsfarben. Offensichtlich extremistische Botschaften werden somit nun im Vorfeld bekämpft. Der damalige italienische Innenminister Enzo Bianco vermutete 2000, dass die rechtsextremistische Organisation Forza Nuova die Irriducibili Lazio kontrolliert. Der Anführer äußerte gegenüber der BBC, dass sich die Irriducibili nicht politisch instrumentalisieren lassen werden, sieht sich aber selbst als politisch Verfolgten. Es können aber keine direkten Verbindungen zu Parteien bewiesen werden. Die Irriducibili standen unter Überwachung der Polizei. Ihr Capo, Fabrizio Toffolo, hatte bis Ende 2006 Stadionverbot, weil er einen Polizeibeamten auf dem Weg zu einem Auswärtsspiel an der Stazione Termini verletzte. Er wurde zu 18 Monaten Haft verurteilt, ein Drittel davon hat er in der römischen Haftanstalt Regina Coeli abgesessen, der Rest wurde zu Hausarrest umgewandelt. Während Lazio-Spielen hatte Toffolo zu Anpfiff, Halbzeit und Schlusspfiff eine Unterschrift bei der römischen Polizei abzugeben.
Anfang August 2007 wurde Fabrizio Toffolo durch Schüsse ins Bein verletzt. Zwei als Polizisten verkleidete Personen wollten gegen 1 Uhr nachts eine Kontrolle durchführen, dazu sollte er nach unten vor die Tür kommen. Als er sie öffnete, schossen ihm die Unbekannten ins Bein. Toffolo ist der einzige Capo von Irriducibili, der sich auf freiem Fuß befindet.
Im August 2019 wurde der langjährige Capo der Irriducibili, Fabrizio Piscitelli oder „Diabolik“, in einem Park im Süden Roms durch Kopfschüsse hingerichtet.
Ende Februar 2020 gab die Gruppe ihre Auflösung bekannt. Der Hauptgrund dafür ist der Wunsch einer „Neuausrichtung“ der Kurve unter dem Namen „Ultras Lazio“.

## Reaktionen des Vereins
Der Verein Lazio Rom wurde vom italienischen Fußballverband mehrmals zu Geldstrafen und Platzsperren verurteilt. Am Verhalten der Fans änderte sich jedoch wenig, zumal der Verein von seinen Anhängern zu abhängig ist, um wirkungsvoll gegen sie vorzugehen. Irriducibili Lazio finanzieren sich durch eigene Merchandising-Artikel wie T-Shirts, die durch eigene Läden in Rom sowie das Internet vertrieben werden. Mittlerweile gibt es nur noch einen offiziellen Fanshop des Vereins, alle anderen wurden durch die der Irriducibili verdrängt. Das ausufernde Gewinnstreben der Irriducibili wird von vielen anderen Ultras kritisiert, da dies ihrer Ansicht nach nicht mit den ursprünglichen Idealen der Ultra-Bewegung vereinbar sei.

## Irriducibili Lazio und Paolo Di Canio
Der ehemalige Kapitän von Lazio Rom, der italienische Spieler Paolo Di Canio, ist eingetragenes Mitglied der Irriducibili Lazio und bekundete u. a. bei einem Auftritt bei den MTV-Awards 2004 durch das Tragen eines T-Shirts seine Verbundenheit mit der Gruppierung. Unter anderem beim Stadtderby gegen AS Rom am 6. Januar 2005 zeigte der bekennende Neofaschist Di Canio als Jubel nach dem Spiel vor den Fans der Irriducibili Lazio den Römischen Gruß (dem Hitlergruß ähnlich). Dieser Vorfall löste eine breite Debatte über die Verbindungen zwischen einigen italienischen Gruppen der Ultrà-Bewegung und dem Rechtsextremismus aus. Nachdem Di Canio am 11. Dezember 2005 beim Spiel gegen den AS Livorno, dessen Anhänger politisch links stehen und deren damaliger Stürmerstar Cristiano Lucarelli Kommunist ist, erneut den Faschistengruß zeigte, wurde er zu einer Geldbuße von 10.000 Euro und einem Spiel Sperre verurteilt. Die Irriducibili Lazio organisierten daraufhin eine Demonstration zu Gunsten Di Canios vor dem Sitz des Italienischen Fußballverbandes. An dieser nahmen am 23. Dezember rund 500 Personen teil.

## Freundschaften
Die Irriducibilli Lazio pflegten enge Freundschaft zu den Boys San (Inter Mailand), Ultras Sur (Real Madrid) und  Brigadas Blanquiazules (Espanyol Barcelona). Diese Gruppen gelten ebenfalls als faschistisch und gewaltbereit. Eine weitere Freundschaft besteht zu den Ultras des Bulgarischen Erstligisten Levski Sofia. Zudem pflegten auch Hooligans des BFC Dynamo und des 1. FC Lokomotive Leipzig Freundschaft zu Irriducibili Lazio.